# 南方桂樱
南方桂樱为蔷薇科李属的植物，为中国的特有植物。分布在中国大陆的贵州、广西等地，生长于海拔750米的地区，多生长在山坡阳处疏林中和山顶密林中。